# Codium fragile
Els fideus (Codium fragile) son una espècie d'alga verda del gènere de la família de les codiàcies (Codiaceae). És originària de l'oceà Pacífic prop del Japó, i és una espècie invasora a les coses septentrionals de l'oceà Atlàntic i al Mediterrani de fa poc, on forma grans poblacions en llocs d'aigües brutes o mitjanament pol·luïdes. És de color verd fosc.